# Woodbury (New Jersey)
Pour les articles homonymes, voir Woodbury.
La ville de Woodbury est le siège du comté de Gloucester, situé dans le New Jersey, aux États-Unis, au sud de Philadelphie. Au recensement de 2010, elle compte 10 174 habitants.

## Statut municipal
Woodbury obtient initialement le 27 mars 1854 le statut de borough intégré au township de Deptford. Le 2 janvier 1871, à la suite d'un référendum, Woodbury accède au statut indépendant de ville (city).

## Démographie
D'après les chiffres du recensement de 2010, la ville compte 10 174 habitants répartis en 4 088 foyers et 2 421 familles. La répartition ethnique se fait pour l'essentiel entre Blancs à 66 % et Noirs à 24 % ; par ailleurs, 10.7 % des habitants se déclarent hispaniques ou latinos.
Pour la période 2006-2010, 11.4 % des habitants (7.8 % des familles) se situent sous le seuil de pauvreté.

## Histoire
Les amérindiens qui vivaient là avant l'arrivée des émigrants européens appelaient « Piscozackasing » l'endroit où Woodbury serait plus tard construite.
La ville de Woodbury est fondée en 1683 par Henry Wood, un quaker originaire du nord-ouest de l'Angleterre, qui avait fui à l'âge de 80 ans les persécutions religieuses en Grande-Bretagne. Après avoir dû purger de multiples peines de prison à Lancaster pour avoir pratiqué la religion quaker, il quitte son village de Tottington, près de Bury dans le Lancashire, pour prendre un bateau et partir fonder une communauté dans le Nouveau Monde où sa famille et lui pourraient pratiquer leur religion librement. L'association de son nom de famille et du nom de sa ville d'origine forme le nom de Woodbury.
Depuis l'an 2000, les deux villes de Woodbury et de Bury en Angleterre sont officiellement jumelées.